# Голленштедт
Голленштедт (нім. Hollenstedt) — громада в Німеччині, розташована в землі Нижня Саксонія. Входить до складу району Гарбург. Центр об'єднання громад Голленштедт.
Площа — 21,84 км2. Населення становить 3807 ос. (станом на 31 грудня 2021).

## Галерея

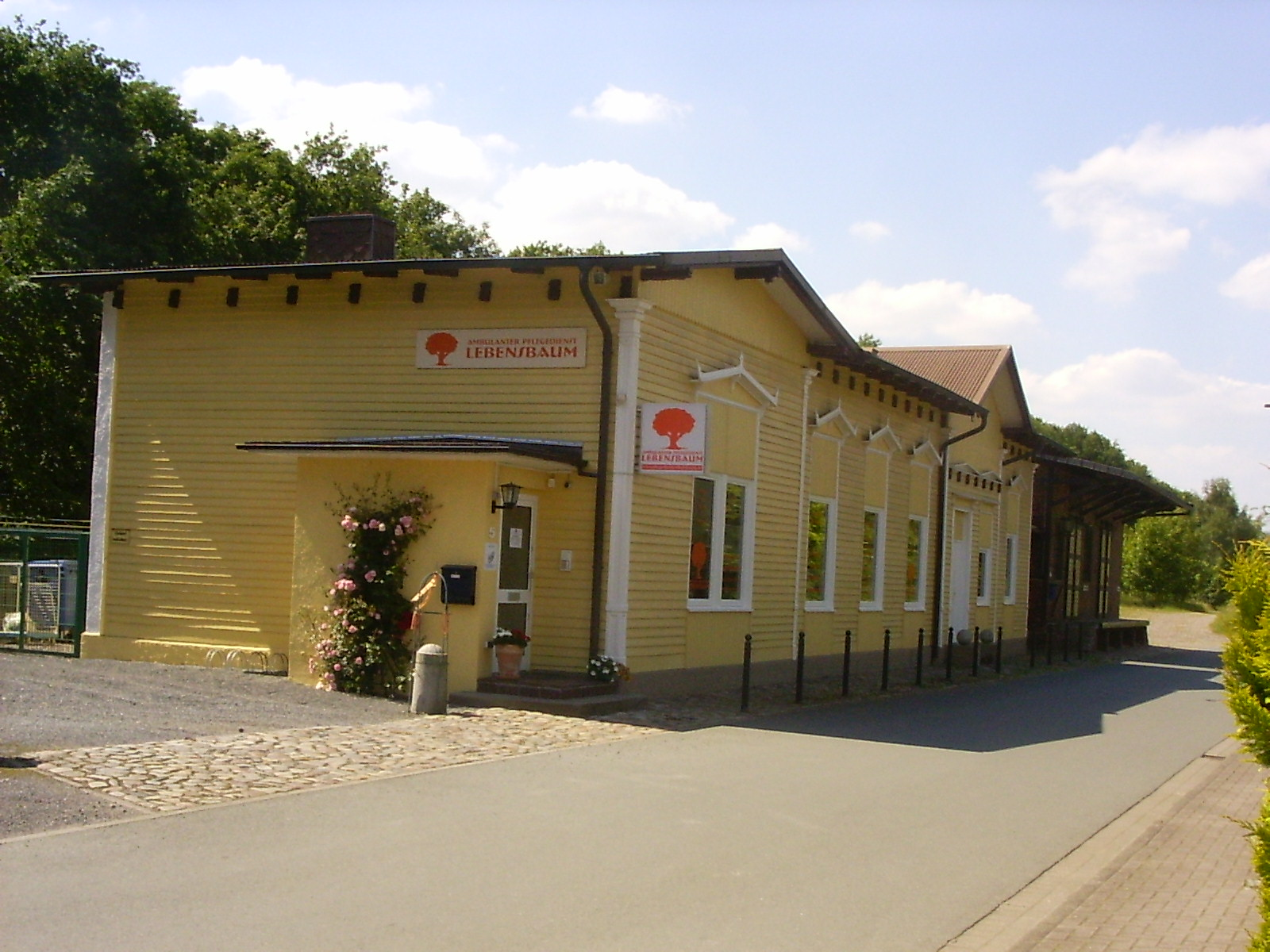